# Incarville
Incarville – miejscowość i gmina we Francji, w regionie Normandia, w departamencie Eure.
Według danych na rok 1990 gminę zamieszkiwało 1458 osób, a gęstość zaludnienia wynosiła 175 osób/km² (wśród 1421 gmin Górnej Normandii Incarville plasuje się na 149 miejscu pod względem liczby ludności, natomiast pod względem powierzchni na miejscu 442).